# Felicia Schröder
Felicia Maria Shakira Schröder, född 13 april 2007, är en svensk fotbollsspelare, som spelar som forward, och som representerar BK Häcken.  Schröder har spelat ungdomslandskamper på U17- och U19-nivå. I juli 2024 blev hon uttagen i seniorlandslaget för EM-kvalmatcherna mot Frankrike och England.

## Biografi
Schröder växte upp på ön Kalvsund. Hon kom till BK Häcken år 2023. Under den första säsongen spelade hon 15 matcher i damallsvenskan och gjorde 3 mål. Under 2024 har hon hittills (20 juni 2024) spelat 9 matcher och gjort 5 mål. Hon har även varit uttagen till såväl U17- som U23-landslaget. Den 19 juni 2024 blev Schröder uttagen till A-landslaget.